# 佛罗里达州行政区划

佛罗里达州一共有67个县。该州於1821年成为美国领地时只有两个县，即以斯瓦尼河（Suwanee River）为界，西部为艾斯康比亞縣，东部为圣约翰斯县，后来成立的其它所有县都曾是这两个县的一部分。佛罗里达于1845年成为美国的第27个州，1925年由阿拉楚阿縣析置的吉爾克里斯特縣是全州最新成立的县。佛罗里达州的县是州政府的分支。1968年，各县获得了自行发放特许状的权力。除了沃库拉县的县城克劳福德维尔外，佛罗里达州的其他所有县城都是注册成立的自治市。
佛罗里达州各县的名称反映了其多样化的文化底蕴。有些以南方邦聯的政治領袖和西班牙探险家命名，代表了历史上西屬美洲時期的影响；有些以西班牙圣徒的名字和西班牙语描述的美洲原住民地名，还有美国的政治领袖命名。以所在地区的自然特征，包括河流、湖泊和植物群命名的也很常见。佛罗里达州有以第二次塞米诺尔战争参战双方命名的县，迈阿密-戴德县就是以当时美国陆军一位名叫法蘭西斯·L·戴德的少校命名。而奥西欧拉县则是以战争时期的一位美洲原住民抗争领袖来命名。
根据2023人口普查的估計，佛罗里达州共有2,261萬726人，与2020年人口普查的数据相比增加了5%。全州平均每个县有33萬7,474人，迈阿密-戴德县以268萬6,867人位居榜首，自由郡則以7,706人排名墊底。平均每个县占地面积2,085平方公里，其中最大的棕櫚灘縣有5268平方公里，最小的尤宁县只有622平方公里。全州的总面积为170,408平方公里，其中陆地面积为139,670平方公里，水域面积约为30,738平方公里。
以下表格会在每一个县的名称后面列出其聯邦資訊處理標準代码（简称FIPS代码），该代码是联邦政府用来区分各州和各县的唯一识别码。佛罗里达州的FIPS代码是12，结合任何一个县的代码则为“12XXX”。所有的FIPS代码将链接至该县最近的一次人口普查数据和其他信息。

## 现有的县
| 县             | FIPS代码 | 县城             | 成立 | 来源                           | 辞源                                                                                      | 人口      | 面积         | 地图                           |
| -------------- | -------- | ---------------- | ---- | ------------------------------ | ----------------------------------------------------------------------------------------- | --------- | ------------ | ------------------------------ |
| 阿拉楚阿县     | 001      | 盖恩斯维尔       | 1824 | 聖約翰斯縣                     | 该县西北部的一条同名裂口，名称来源于美洲原住民                                            | 249,365   | 2264平方公里 | 標示出阿拉楚阿县位置的地圖     |
| 贝克县         | 003      | 麦克伦尼         | 1861 | 布拉福县                       | 詹姆斯·麦克奈尔·贝克（James McNair Baker），美利坚联盟国参议员，之后任第四司法管辖区法官                    | 27,154    | 1515平方公里 | 標示出贝克县位置的地圖         |
| 贝县           | 005      | 巴拿马城         | 1913 | 华盛顿县                       | 县名英文有海湾之意，指县内的圣安德鲁湾                                                    | 169,856   | 1979平方公里 | 標示出贝县位置的地圖           |
| 布拉福县       | 007      | 斯塔克           | 1858 | 哥伦比亚县和阿拉楚阿县         | 理查德·布拉德福德，首位在南北战争中战死的佛罗里达军官                                     | 28,255    | 759平方公里  | 標示出布拉福县位置的地圖       |
| 布里瓦德县     | 009      | 泰特斯维尔       | 1855 | 橙县                           | 托马斯·华盛顿·布里瓦德，早期定居者，后当上州审计长                                        | 543,566   | 2637平方公里 | 標示出布里瓦德县位置的地圖     |
| 布劳沃德县     | 011      | 劳德代尔堡       | 1915 | 迈阿密-戴德县                  | 第19任佛罗里达州州长拿破仑·波拿马·布劳沃德（Napoleon Bonaparte Broward）                                            | 1,780,172 | 3131平方公里 | 標示出布劳沃德县位置的地圖     |
| 卡尔霍恩县     | 013      | 布朗斯顿         | 1838 | 艾斯康比亚县                   | 约翰·卡德威尔·卡尔霍恩，来自南卡罗来纳州的美国南部政治领袖                                | 14,750    | 1469平方公里 | 標示出卡尔霍恩县位置的地圖     |
| 夏洛特县       | 015      | 蓬塔戈尔达       | 1921 | 德索托縣                       | 可能是当地一种美洲原住民名字的误读                                                        | 160,511   | 1797平方公里 | 標示出夏洛特县位置的地圖       |
| 柑橘縣         | 017      | 因弗内斯         | 1887 | 赫爾南多縣                     | 该县有大量柑橘树，县名英文有柑橘之意                                                      | 140,031   | 1513平方公里 | 標示出柑橘縣位置的地圖         |
| 克莱县         | 019      | 格林科夫斯普林斯 | 1858 | 杜瓦尔县                       | 美国国务卿亨利·克莱                                                                       | 192,370   | 1557平方公里 | 標示出克莱县位置的地圖         |
| 柯里爾縣       | 021      | 那不勒斯         | 1923 | 李县                           | 巴隆·科利尔（Barron Collier），一位开始了南佛罗里达大部分土地的广告企业家                               | 328,134   | 5247平方公里 | 標示出柯里爾縣位置的地圖       |
| 哥伦比亚县     | 023      | 莱克城           | 1832 | 圣约翰斯县                     | 探险家克里斯托弗·哥伦布                                                                   | 67,485    | 2064平方公里 | 標示出哥伦比亚县位置的地圖     |
| 德索托縣       | 027      | 阿卡迪亚         | 1887 | 马纳提县                       | 埃尔南多·德·索托，西班牙探险家、征服者                                                    | 34,894    | 1650平方公里 | 標示出德索托縣位置的地圖       |
| 迪克西县       | 029      | 跨城             | 1921 | 拉法叶县                       | 县名迪克西是美国南部的常见昵称                                                            | 16,486    | 1823平方公里 | 標示出迪克西县位置的地圖       |
| 杜瓦爾縣       | 031      | 杰克逊维尔       | 1822 | 圣约翰斯县                     | 首任佛罗里达领地总督威廉·波普·迪瓦勒（William Pope Duval）                                                  | 870,709   | 2005平方公里 | 標示出杜瓦爾縣位置的地圖       |
| 艾斯康比亞縣   | 033      | 彭萨科拉         | 1821 | 佛罗里达最早的两个县之一       | 来源有争议，可能是来自美洲原住民语“Shambia”，意为“清水”                                   | 299,114   | 1720平方公里 | 標示出艾斯康比亞縣位置的地圖   |
| 弗萊格勒縣     | 035      | 邦内尔           | 1917 | 圣约翰斯县和沃盧西亞縣         | 亨利·莫里森·弗拉格勒（Henry Morrison Flagler），佛罗里达东岸铁路的创建者                                        | 97,376    | 1256平方公里 | 標示出弗萊格勒縣位置的地圖     |
| 富兰克林县     | 037      | 阿巴拉契科拉     | 1832 | 艾斯康比亚县                   | 美国开国元勋本杰明·富兰克林                                                               | 11,596    | 1383平方公里 | 標示出富兰克林县位置的地圖     |
| 加兹登县       | 039      | 昆西             | 1823 | 杰克逊县                       | 詹姆斯·加兹登（James Gadsden），美国外交官，县名也与蓋茲登購地的英文名称相同                           | 46,151    | 1336平方公里 | 標示出加兹登县位置的地圖       |
| 吉尔克里斯特县 | 041      | 特伦顿           | 1925 | 阿拉楚阿县                     | 第20任佛罗里达州州长艾伯特·W·吉尔克里斯特（Albert W. Gilchrist）                                             | 17,004    | 904平方公里  | 標示出吉尔克里斯特县位置的地圖 |
| 沼澤縣         | 043      | 穆尔黑文         | 1921 | 德索托县                       | 佛罗里达大沼泽地，县名英文有沼泽地之意                                                    | 12,635    | 2005平方公里 | 標示出沼澤縣位置的地圖         |
| 灣縣           | 045      | 圣乔港           | 1925 | 卡尔霍恩县                     | 墨西哥湾，县名英文有海湾之意                                                              | 15,844    | 1463平方公里 | 標示出灣縣位置的地圖           |
| 汉密尔顿县     | 047      | 贾斯帕           | 1827 | 艾斯康比亚县                   | 美国开国元勋亚历山大·汉密尔顿                                                             | 14,671    | 1334平方公里 | 標示出汉密尔顿县位置的地圖     |
| 哈迪县         | 049      | 沃楚拉           | 1921 | 德索托县                       | 该县成立时的佛罗里达州州长加里·A·哈迪（Cary A. Hardee）                                                 | 27,887    | 1650平方公里 | 標示出哈迪县位置的地圖         |
| 亨德里县       | 051      | 贝儿             | 1923 | 李县                           | 弗朗西斯·A·亨德利（Francis A. Hendry）佛罗里达先驱和政治家                                                 | 39,089    | 2986平方公里 | 標示出亨德里县位置的地圖       |
| 赫爾南多縣     | 053      | 布鲁克斯         | 1843 | 希尔斯波罗县、橙县和阿拉楚阿县 | 埃尔南多·德·索托，西班牙探险家、征服者                                                    | 173,094   | 1238平方公里 | 標示出赫爾南多縣位置的地圖     |
| 高地縣         | 055      | 赛百灵           | 1921 | 德索托县                       | 以该县的丘陵地形命名                                                                      | 98,630    | 2663平方公里 | 標示出高地縣位置的地圖         |
| 希爾斯波羅縣   | 057      | 坦帕             | 1834 | 聖約翰斯縣                     | 威尔·希尔（Wills Hill, 1st Marquess of Downshire），殖民地时期国务卿                                                           | 1,267,775 | 2722平方公里 | 標示出希爾斯波羅縣位置的地圖   |
| 霍爾姆斯縣     | 059      | 博尼费           | 1848 | 杰克逊县和沃尔顿县             | 同名河流                                                                                  | 19,873    | 1248平方公里 | 標示出霍爾姆斯縣位置的地圖     |
| 印第安河縣     | 061      | 维罗海滩         | 1925 | 圣卢西亚县                     | 县名英文意为印第安河，该河流经此县                                                        | 138,894   | 1303平方公里 | 標示出印第安河縣位置的地圖     |
| 傑克遜縣       | 063      | 玛丽安娜         | 1822 | 艾斯康比亚县                   | 第7任美国总统安德鲁·杰克逊                                                                | 49,292    | 2372平方公里 | 標示出傑克遜縣位置的地圖       |
| 傑佛遜縣       | 065      | 蒙蒂塞洛         | 1827 | 艾斯康比亚县                   | 托马斯·杰斐逊，第三任美国总统，《美国独立宣言》的主要起草人                               | 14,658    | 1549平方公里 | 標示出傑佛遜縣位置的地圖       |
| 拉法葉縣       | 067      | 梅奥             | 1856 | 麦迪逊县                       | 拉法耶特侯爵，法国贵族，美国独立战争将军                                                  | 8,942     | 1406平方公里 | 標示出拉法葉縣位置的地圖       |
| 萊克縣         | 069      | 塔瓦雷斯         | 1887 | 橙县和萨姆特县                 | 该县内有很多湖泊，县名英文意为湖泊                                                        | 301,019   | 2468平方公里 | 標示出萊克縣位置的地圖         |
| 李縣           | 071      | 麦尔兹堡         | 1887 | 门罗县                         | 罗伯特·李，南北战争北维吉尼亚军团指挥官                                                   | 631,330   | 2082平方公里 | 標示出李縣位置的地圖           |
| 萊昂縣         | 073      | 塔拉赫西         | 1824 | 艾斯康比亚县                   | 胡安·庞塞·德莱昂，为佛罗里达命名的西班牙探险家                                            | 277,971   | 1728平方公里 | 標示出萊昂縣位置的地圖         |
| 莱维县         | 075      | 布朗森           | 1845 | 阿拉楚阿县                     | 大卫·莱维·尤尔（David Levy Yulee），该州最早的联邦参议员之一                                              | 40,156    | 2896平方公里 | 標示出莱维县位置的地圖         |
| 利伯蒂县       | 077      | 布里斯托尔       | 1855 | 加茲登县                       | 县名英文意为自由                                                                          | 8,314     | 2165平方公里 | 標示出利伯蒂县位置的地圖       |
| 麦迪逊县       | 079      | 麦迪逊           | 1827 | 杰佛逊县                       | 美国宪法之父，第4任美国总统詹姆斯·麦迪逊                                                  | 19,115    | 1792平方公里 | 標示出麦迪逊县位置的地圖       |
| 馬納提縣       | 081      | 布雷登顿         | 1855 | 希尔斯波罗县和橙县             | 县名有海牛之意，佛罗里达水域生活有西印度海牛                                              | 327,142   | 1919平方公里 | 標示出馬納提縣位置的地圖       |
| 馬里昂縣       | 083      | 奥卡拉           | 1844 | 阿拉楚阿县和橙县               | 弗朗西斯·马里恩（Francis Marion），美国革命期间军官                                                     | 332,529   | 4090平方公里 | 標示出馬里昂縣位置的地圖       |
| 马丁县         | 085      | 斯图尔特         | 1925 | 圣卢西亚县和棕櫚灘縣           | 约翰·W·马丁（John W. Martin），该县成立时的佛罗里达州州长                                               | 147,495   | 1440平方公里 | 標示出马丁县位置的地圖         |
| 迈阿密-戴德县  | 086      | 迈阿密           | 1836 | 聖約翰斯縣                     | 迈阿密市和第二次塞米诺尔战争期间美国陆军少校弗朗西斯·L·戴德（Francis L. Dade）                           | 2,554,766 | 5038平方公里 | 標示出迈阿密-戴德县位置的地圖  |
| 门罗县         | 087      | 基韦斯特         | 1823 | 聖約翰斯縣                     | 第5任美国总统詹姆斯·门罗                                                                  | 73,873    | 2582平方公里 | 標示出门罗县位置的地圖         |
| 拿骚县         | 089      | 费南迪纳比奇     | 1824 | 聖約翰斯縣                     | 德国拿骚                                                                                  | 74,195    | 1689平方公里 | 標示出拿骚县位置的地圖         |
| 奧卡魯沙縣     | 091      | 克雷斯特韦       | 1915 | 圣罗萨县和沃尔顿县             | 美洲原住民语，意为“好地方”、“黑色的水”或是“美丽的地方”                                    | 183,482   | 2424平方公里 | 標示出奧卡魯沙縣位置的地圖     |
| 歐基求碧縣     | 093      | 奥基乔           | 1917 | 奧西歐拉縣和布里瓦德縣         | 同名湖泊，湖名来自美洲原住民语，意为“大片的水”                                            | 40,140    | 2005平方公里 | 標示出歐基求碧縣位置的地圖     |
| 橙縣           | 095      | 奥兰多           | 1824 | 聖約翰斯縣                     | 县名英文意为桔子，这是该县的主要产品                                                      | 1,169,107 | 2352平方公里 | 標示出橙縣位置的地圖           |
| 奥西奥拉县     | 097      | 基西米           | 1887 | 布里瓦德县和橙县               | 第二次塞米诺尔战争时期塞米諾爾人的同名领袖                                                | 276,163   | 3424平方公里 | 標示出奥西奥拉县位置的地圖     |
| 棕榈滩县       | 099      | 西棕榈滩         | 1909 | 迈阿密-戴德县                  | 该县有大量棕榈                                                                            | 1,335,187 | 5268平方公里 | 標示出棕榈滩县位置的地圖       |
| 帕斯科县       | 101      | 戴德市           | 1887 | 赫尔南多县                     | 塞缪尔·帕斯科（Samuel Pasco），该县成立时的联邦参议员                                                 | 466,457   | 1930平方公里 | 標示出帕斯科县位置的地圖       |
| 皮尼拉斯县     | 103      | 克利尔沃特       | 1912 | 希尔斯波罗县                   | 来自西班牙语，意为“松树点”                                                                | 917,398   | 725平方公里  | 標示出皮尼拉斯县位置的地圖     |
| 波克县         | 105      | 巴托             | 1861 | 布里瓦德县和希尔斯波罗县       | 第11任美国总统詹姆斯·诺克斯·波尔克                                                        | 609,492   | 4856平方公里 | 標示出波克县位置的地圖         |
| 帕特南县       | 107      | 帕拉特卡         | 1849 | 阿拉楚阿县圣约翰斯县           | 本杰明·A·帕特南（Benjamin A. Putnam），第二次塞米诺尔战争士兵，州议员                                       | 74,041    | 1870平方公里 | 標示出帕特南县位置的地圖       |
| 圣约翰斯县     | 109      | 圣奥古斯丁       | 1821 | 最早的两个县之一               | 聖約翰河                                                                                  | 195,823   | 1577平方公里 | 標示出圣约翰斯县位置的地圖     |
| 圣露西县       | 111      | 匹尔斯堡         | 1905 | 布里瓦德县                     | 基督徒殉道者圣露西                                                                        | 280,379   | 1481平方公里 | 標示出圣露西县位置的地圖       |
| 圣罗莎县       | 113      | 米尔顿           | 1842 | 艾斯康比亚县                   | 同名岛屿，名称来源于一位出生在意大利维泰博的圣人                                          | 154,104   | 2631平方公里 | 標示出圣罗莎县位置的地圖       |
| 萨拉索塔县     | 115      | 萨拉索塔         | 1921 | 马纳提县                       | 美洲原住民语，含义不确定                                                                  | 382,213   | 1481平方公里 | 標示出萨拉索塔县位置的地圖     |
| 塞米诺尔县     | 117      | 桑福德           | 1913 | 橙县                           | 美洲原住民部落塞米诺尔                                                                    | 425,071   | 798平方公里  | 標示出塞米诺尔县位置的地圖     |
| 萨姆特县       | 119      | 布什内尔         | 1853 | 橙县                           | 托马斯·萨姆特（Thomas Sumter），美国革命将军                                                           | 97,756    | 1414平方公里 | 標示出萨姆特县位置的地圖       |
| 萨旺尼县       | 121      | 利夫奥克         | 1858 | 哥伦比亚县                     | 州内北部的一条428公里长的同名河流                                                         | 41,972    | 1782平方公里 | 標示出萨旺尼县位置的地圖       |
| 泰勒县         | 123      | 佩里             | 1856 | 麦迪逊县                       | 第12任美国总统扎卡里·泰勒                                                                 | 22,691    | 2699平方公里 | 標示出泰勒县位置的地圖         |
| 聯合縣         | 125      | 萊克巴特勒       | 1921 | 布拉福縣                       | 县名英文意为“联盟”，表达这一地区居民联合起来组建新县的愿望                                | 15,388    | 622平方公里  | 標示出聯合縣位置的地圖         |
| 福禄喜雅县     | 127      | 帝兰德           | 1854 | 橙县                           | 同名港口，其名称来源不确定，可能来自美洲原住民语，意为“欧切斯的土地” ，指当地居住的原住民 | 517,887   | 2865平方公里 | 標示出福禄喜雅县位置的地圖     |
| 沃库拉县       | 129      | 克劳福德维尔     | 1843 | 萊昂縣                         | 同名河流，河流名称来自西班牙语转译美洲原住民语，但在后者中的原意不确定                    | 30,978    | 1572平方公里 | 標示出沃库拉县位置的地圖       |
| 沃尔顿县       | 131      | 德芬阿克泉       | 1824 | 艾斯康比亞縣                   | 乔治·沃尔顿（George Walton），首任佛罗里达领地书记                                                     | 55,793    | 2740平方公里 | 標示出沃尔顿县位置的地圖       |
| 华盛顿县       | 133      | 奇普利           | 1825 | 傑克遜縣和沃尔顿县             | 首任美国总统乔治·华盛顿                                                                   | 24,935    | 1502平方公里 | 標示出华盛顿县位置的地圖       |

## 更名的县

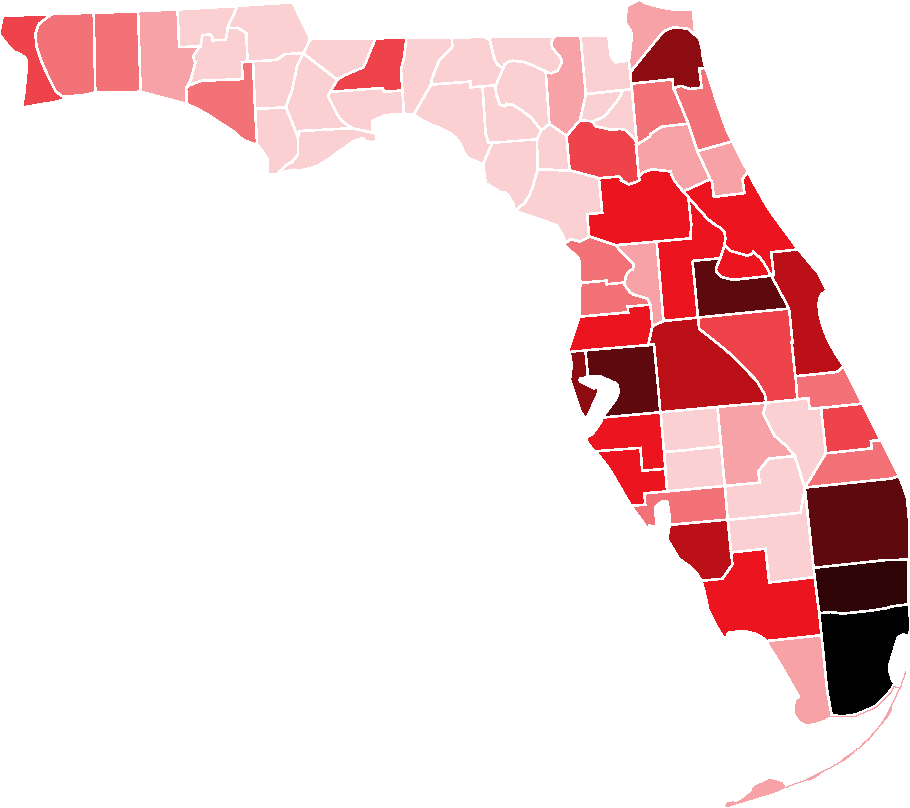
各县人口分布：
不足五万人
五万至9万9999人
10万至19万9999人
20万至29万9999人
30万至49万9999人
50万至74万9999人
75万至99万9999人
100万至149万9999人
150万至199万9999人
超过200万人

佛罗里达州有5个县曾经更名，大部分更名发生在1845和1861年，即佛罗里达成为美国州份的前6年。还有一次发生在1997年，戴德县更名迈阿密-戴德县。
| 县         | 存在时间  | 辞源                                               | 结果                                             |
| ---------- | --------- | -------------------------------------------------- | ------------------------------------------------ |
| 本顿县     | 1844–1850 | 来自密苏里州的联邦参议员托马斯·哈特·本顿（Thomas Hart Benton）       | 该县改名本顿县前原名赫南多县，1850年又改回原名。 |
| 戴德县     | 1836–1997 | 第二次塞米诺尔战争期间的美国陆军少校弗朗西斯··戴德 | 1997年改为迈阿密-戴德县                          |
| 蚊子县     | 1824–1845 | 西班牙语给整个海岸起名“蚊子”                       | 改为奥兰治县                                     |
| 新河县     | 1858–1861 | 同名河流                                           | 1861年更名布拉德福德县                           |
| 圣露西娅县 | 1844–1855 | 基督教殉道者圣露西                                 | 1855年更名布里沃德县                             |

## 提议的县
有两个县在佛罗里达州议会提出，但都没有通过。州议会通过立法建立布洛克斯汉姆县，但居民投票没有通过。
| 县名           | 提议年份 | 辞源                                          |
| -------------- | -------- | --------------------------------------------- |
| 布洛克斯汉姆县 | 1914     | 第13和第17任佛罗里达州州长威廉·D·布洛克斯汉姆 |
| 雷·里德县      | 1842     | 同名议员                                      |
| 大洋县         | 1991     | 大西洋                                        |